# Kövegy
Kövegy là một thị trấn thuộc hạt Csongrád, Hungary. Thị trấn này có diện tích 9,71 km², dân số năm 2010 là 397 người, mật độ 41 người/km².